# Distrikt Chingalpo
Der Distrikt Chingalpo liegt in der Provinz Sihuas in der Region Ancash in West-Peru. Der Distrikt wurde am 14. Juni 1958 gegründet. Er besitzt eine Fläche von 173 km². Beim Zensus 2017 wurden 950 Einwohner gezählt. Im Jahr 1993 lag die Einwohnerzahl bei 1398, im Jahr 2007 bei 1155. Die Distriktverwaltung befindet sich in der 3128 m hoch gelegenen Ortschaft Chingalpo mit 482 Einwohnern (Stand 2017). Chingalpo liegt 24 km nördlich der Provinzhauptstadt Sihuas.

## Geographische Lage
Der Distrikt Chingalpo liegt im Norden der Provinz Sihuas. Das Areal wird über den Río Actuy nach Osten zum Río Marañón hin entwässert.
Der Distrikt Chingalpo grenzt im Südwesten an den Distrikt Ragash, im Nordwesten an den Distrikt Conchucos (Provinz Pallasca), im Nordosten an den Distrikt Acobamba, im Osten an den Distrikt Quiches sowie im Süden an den Distrikt Huayllabamba.